# Raymond Eddé
Pour les articles homonymes, voir Eddé.
Raymond Eddé, né le 15 mars 1913 à Alexandrie, et mort le 10 mai 2000 à Paris (France), est un avocat et homme politique libanais maronite.

## Parcours politique
Fils d'Émile Eddé, Président du Liban de 1936 à 1941, auquel il succéde à la tête du Bloc national libanais (BNL), en 1949. Élu au parlement en 1953, il reste député de Jbeil jusqu'en 1992.
Il est l'initiateur de plusieurs lois, dont les plus importantes sont celles sur le secret bancaire, les bâtiments de luxe, le compte joint, l'abolition de l'impôt sur les terres cultivables et celles sur l'enrichissement illicite et les libertés publiques. Il est deux fois ministre, dans deux ministères appelés de salut public à la suite des évènements de 1958 et de 1969 ; il démissionne en 1959, refusant les ingérences du deuxième bureau dans les affaires étatiques et politiques du pays et en 1969, après l'attaque par l'aviation israélienne des avions civils de la Middle East Airlines sur le tarmac de l'aéroport de Beyrouth et après que le Conseil des Ministres s'est opposé à sa proposition de faire appel aux Casques Bleus des Nations unies. Il a participé activement en 1959, sous la présidence de Fouad Chéhab, à la réforme et la modernisation des institutions étatiques et a réclamé dès 1964, la présence des Forces de maintien de la paix des Nations unies entre le Liban et Israël, à la suite de la décision de la Ligue Arabe d'aménager le Jourdain et ses affluents, tout particulièrement le Hasbani et le Wazzani et puis, à la suite de l'attaque israélienne sur l'aéroport de Beyrouth en 1969.

## Action
Il refuse, avec les députés de son parti, d'avaliser l'Accord du Caire de 1969 donnant entre autres, le droit aux combattants palestiniens de mener une lutte armée contre Israël à partir du territoire libanais. Il s'oppose en outre, en 1976 à l'entrée des troupes syriennes au Liban et en 1978 et 1982 à l'occupation israélienne, lançant différents appels à la résistance face aux occupants et refusant par la suite, les accords du 17 mai signé avec Israël, Tripartite signé sous l'égide de la Syrie et de Taëf, confirmant la tutelle syrienne sur le Liban.
Il se déclare candidat à la Présidence de la République à deux reprises, mais le Parlement libanais préfère choisir Fouad Chéhab en 1958, soutenu par l'accord américano-égyptien, - voir le procès-verbal de la séance parlementaire de l'élection de Fouad Chéhab -; et Elias Sarkis en 1976, avec l'appui des Américains, des Syriens et des palestiniens, - voir la presse locale -.
Il ne prend pas part à la guerre civile du Liban (1975-1990), condamnant toute atteinte à la souveraineté du Liban y compris celle émanant des Palestiniens; s'opposant par devant les Instances internationales, le Vatican et les Grandes Puissances, à l'occupation israélienne, tout en dénonçant la tutelle syrienne sur le Liban à partir de 1976.

## Exil
À la suite de plusieurs tentatives d'assassinat, il s'exile à Paris en 1977 où il continue son action politique et diplomatique dont l'objectif primordial était de recouvrer la souveraineté du Liban.
Resté célibataire, il meurt à Paris le 10 mai 2000, 15 jours avant le retrait des troupes israéliennes du sud Liban. Surnommé la conscience du Liban - voir la presse locale, les articles du Nahar et de l'Orient-le Jour et l'Oraison Funèbre du Patriarche Maronite -.
Après son décès, son neveu Carlos Eddé fut élu à la tête du Bloc national libanais.